# Стефан Командарев
Стефан Стаматов Командарев е български кинорежисьор, продуцент и сценарист. Създател на игрални и документални филми.

## Биография
Роден в София през 1966 г. Завършва френската езикова гимназия през 1985 г., Медицинската академия в София със специалност „медицина“ през 1993 г., а през 1998 г. – филмова и телевизионна режисура в Нов български университет. Завършва и филмово продуценство в EAVE.

## Филмография
- Уроците на Блага (2023)
- Живот от Живота (2021)
- В кръг (2019)
- Посоки (2017 г.)
- Съдилището (2014 г.)[3]
- Русенска кървава сватба (2009 г., премиера на 28.02.2010 г. в Русе)
- Градът на жените баданте (2009 г.)
- Светът е голям и спасение дебне отвсякъде (2008 г.)[4][5]
- Азбука на надеждата (2003 г.)
- Хляб над оградата (2002 г.)
- Пътят на хармонията (2001 г.)
- Пансион за кучета (2000 г.)[6]
- Случайни чаши (1998 г.)
- Балонът (1997 г.)

## Награди
Филмът „Уроците на Блага“ (2023), на който той е и съсценарист, продуцент и участва като актьор, печели голямата награда „Кристален глобус” на кинофестивала в Карлови Вари, Голямата награда на екуменическото жури, както и наградата за най-добра актриса, присъдена на Ели Скорчева.